# Acrochordonus
Acrochordonus är ett släkte av insekter. Acrochordonus ingår i familjen ullsköldlöss.
Kladogram enligt Catalogue of Life:
| Acrochordonus | \| \| Acrochordonus chionochloae \| \| \| \| \| \| Acrochordonus curtatus \| \| \| \| |
|               | \| \| Acrochordonus chionochloae \| \| \| \| \| \| Acrochordonus curtatus \| \| \| \| |
|               | Acrochordonus chionochloae                                                            |
|               |                                                                                       |
|               | Acrochordonus curtatus                                                                |
|               |                                                                                       |